# لوروا باش
لوروا باش (بالإنجليزية: Leroy Bach)‏ هو موسيقي أمريكي، ولد في 1964.

## وصلات خارجية
- لوروا باش على موقع IMDb (الإنجليزية)
- لوروا باش على موقع ميوزك برينز (الإنجليزية)
- لوروا باش على موقع أول ميوزيك (الإنجليزية)
- لوروا باش على موقع ديسكوغز (الإنجليزية)
- لوروا باش على موقع قاعدة بيانات الفيلم (الإنجليزية)